# Muruzábal
Muruzábal (en basque Muruzabal (sans accent écrit)) est une municipalité de la communauté forale de Navarre, dans le nord de l'Espagne. C'est aussi le nom du chef-lieu de la municipalité.
Muruzábal est situé dans la zone non bascophone de la province, à 26 km au sud de sa capitale, Pampelune. Le castillan est la seule langue officielle alors que le basque n’a pas de statut officiel.
Le secrétaire de mairie est aussi celui d'Adiós, Enériz, Legarda, Obanos, Tirapu, Úcar, Uterga[réf. nécessaire].
Le Camino navarro du pèlerinage de Saint-Jacques-de-Compostelle passe par cette localité.

## Localités limitrophes
| Nord-ouest | Nord | Nord-est Uterga |
| Ouest |      | Est             |
| Sud-ouest Obanos | Sud  | Sud-est         |
| Entre parenthèses sont indiqués les municipios (municipalités ou cantons) dont dépendent les concejos (communes) ou autres localités mineures. |      |                 |

## Démographie
| Évolution démographique                                    | Évolution démographique | Évolution démographique | Évolution démographique | Évolution démographique | Évolution démographique | Évolution démographique | Évolution démographique | Évolution démographique | Évolution démographique | Évolution démographique | Évolution démographique |
| 1996                                                       | 1998                    | 1999                    | 2000                    | 2001                    | 2002                    | 2003                    | 2004                    | 2005                    | 2006                    | 2007                    | 2010                    |
| ---------------------------------------------------------- | ----------------------- | ----------------------- | ----------------------- | ----------------------- | ----------------------- | ----------------------- | ----------------------- | ----------------------- | ----------------------- | ----------------------- | ----------------------- |
| 212                                                        | 214                     | 239                     | 249                     | 256                     | 279                     | 282                     | 293                     | 296                     | 304                     | 304                     | 289                     |
| Sources : Muruzábal et instituto de estadística de navarra |                         |                         |                         |                         |                         |                         |                         |                         |                         |                         |                         |

## Culture et patrimoine

### Pèlerinage de Saint-Jacques-de-Compostelle
Sur le Camino navarro du Pèlerinage de Saint-Jacques-de-Compostelle, on vient de Uterga ; la prochaine halte est Obanos avec l’église San Guilhem et la chapelle Arnotegui.

### Sources et bibliographie
- (es) Cet article est partiellement ou en totalité issu de l’article de Wikipédia en espagnol intitulé « Muruzábal » (voir la liste des auteurs).
- Grégoire, J.-Y. & Laborde-Balen, L. , « Le Chemin de Saint-Jacques en Espagne - De Saint-Jean-Pied-de-Port à Compostelle - Guide pratique du pèlerin », Rando Éditions, mars 2006,  (ISBN 2-84182-224-9)
- « Camino de Santiago St-Jean-Pied-de-Port - Santiago de Compostela », Michelin et Cie, Manufacture Française des Pneumatiques Michelin, Paris, 2009,  (ISBN 978-2-06-714805-5)
- « Le Chemin de Saint-Jacques Carte Routière », Junta de Castilla y León, Editorial Everest